# Station Nishi Nippori
Station Nishi-Nippori (西日暮里駅, Nippori Nishi-eki) is een treinstation in de speciale wijk Arakawa in Tokio.

## Lijnen
Dit station wordt gebruikt door volgende lijnen.
- East Japan Railway Company
  - Yamanote-lijn
  - Keihin-Tōhoku-lijn
- Tokyo Metro
  - Chiyoda-lijn
- Toei
  - Nippori-Toneri-Liner

## Geschiedenis
- 20 december 1969 Het station opent aan de Chiyoda-lijn.
- 20 april 1971 Het station opent aan de Yamanote-lijn.
- 30 maart 2008 Het station opent voor de Nippori-Liner.

Shinagawa · Ōsaki · Gotanda · Meguro · Ebisu · Shibuya · Harajuku · Yoyogi · Shinjuku · Shin-Ōkubo · Takadanobaba · Mejiro · Ikebukuro · Ōtsuka · Sugamo · Komagome · Tabata · Nishi-Nippori · Nippori · Uguisudani · Ueno · Okachimachi · Akihabara · Kanda · Tokio · Yūrakuchō · Shinbashi · Hamamatsuchō · Tamachi · Shinagawa